# Patrício da Silva
Patrício da Silva (Leiria, 15 ottobre 1756 – Lisbona, 3 gennaio 1840) è stato un cardinale e patriarca cattolico portoghese.

## Biografia
Nacque a Leiria il 15 ottobre 1756.
Papa Leone XII lo elevò al rango di cardinale nel concistoro del 27 settembre 1824.
Morì il 3 gennaio 1840 all'età di 83 anni.

## Genealogia episcopale e successione apostolica
La genealogia episcopale è:
- Cardinale Guillaume d'Estouteville, O.S.B.Clun.
- Papa Sisto IV
- Papa Giulio II
- Cardinale Raffaele Riario
- Papa Leone X
- Papa Clemente VII
- Cardinale Antonio Sanseverino, O.S.Io.Hier.
- Cardinale Giovanni Michele Saraceni
- Papa Pio V
- Cardinale Innico d'Avalos d'Aragona, O.S.Iacobi
- Cardinale Scipione Gonzaga
- Patriarca Fabio Biondi
- Papa Urbano VIII
- Cardinale Cosimo de Torres
- Cardinale Francesco Maria Brancaccio
- Vescovo Miguel Juan Balaguer Camarasa, O.S.Io.Hier.
- Papa Alessandro VII
- Cardinale Neri Corsini
- Vescovo Francesco Ravizza
- Cardinale Veríssimo de Lencastre
- Arcivescovo João de Sousa
- Vescovo Álvaro de Abranches e Noronha
- Cardinale Nuno da Cunha e Ataíde
- Cardinale Tomás de Almeida
- Cardinale João Cosme da Cunha
- Arcivescovo Francisco da Assunção e Brito, O.E.S.A.
- Vescovo José António Pinto de Mendonça Arrais
- Cardinale Patrício da Silva, O.E.S.A.

La successione apostolica è:
- Vescovo Joaquim José de Miranda Coutinho (1820)
- Vescovo Francisco Alexandre Lobo, O.S.B. (1820)
- Vescovo Emmanuel ab Incarnatione Sobrinho, O.S.P.P.E. (1825)